# Rodez
Rodez város Franciaország középső részén, Okcitánia régióban, Aveyron megye székhelye. Franciaország kulturális és történelmi városa címet viseli.

## Története
A város már a Római Birodalom idején jelentős város volt. A IV. század óta püspökség. IV. Henrik francia király végleg a francia korona birtokaihoz csatolta és a történelmi Rouergue tartomány fővárosává fejlesztette.

## Éghajlata
| Hónap                         | Jan. | Feb. | Már. | Ápr. | Máj. | Jún. | Júl. | Aug. | Szep. | Okt. | Nov. | Dec. | Év   |
| ----------------------------- | ---- | ---- | ---- | ---- | ---- | ---- | ---- | ---- | ----- | ---- | ---- | ---- | ---- |
| Átlagos max. hőmérséklet (°C) | 1,0  | 1,0  | 3,0  | 4,0  | 8,0  | 12,0 | 14,0 | 14,0 | 11,0  | 8,0  | 4,0  | 2,0  | 6,9  |
| Átlagos min. hőmérséklet (°C) | 6,0  | 7,0  | 11,0 | 13,0 | 17,0 | 22,0 | 25,0 | 25,0 | 20,0  | 15,0 | 9,0  | 7,0  | 14,8 |
| Átl. csapadékmennyiség (mm)   | 36   | 27   | 24   | 44   | 46   | 35   | 23   | 31   | 50    | 60   | 45   | 38   | 459  |
| Forrás: meteo.msn.com         |      |      |      |      |      |      |      |      |       |      |      |      |      |

## Demográfia
| Év   | Lakosság |
| ---- | -------- |
| 1793 | 5 592    |
| 1800 | 6 233    |
| 1806 | 6 613    |
| 1821 | 7 352    |
| 1831 | 8 240    |
| 1841 | 9 272    |
| 1846 | 10 936   |
| 1851 | 10 280   |
| 1856 | 10 877   |

| Év   | Lakosság |
| ---- | -------- |
| 1861 | 11 856   |
| 1866 | 12 037   |
| 1872 | 12 111   |
| 1876 | 13 375   |
| 1881 | 15 333   |
| 1886 | 15 375   |
| 1891 | 16 122   |
| 1896 | 16 303   |

| Év   | Lakosság |
| ---- | -------- |
| 1901 | 16 105   |
| 1906 | 15 502   |
| 1911 | 15 386   |
| 1921 | 14 201   |
| 1926 | 15 150   |
| 1931 | 16 195   |
| 1936 | 18 450   |
| 1946 | 20 437   |

| Év   | Lakosság |
| ---- | -------- |
| 1954 | 20 383   |
| 1962 | 20 924   |
| 1968 | 23 328   |
| 1975 | 25 550   |
| 1982 | 24 368   |
| 1990 | 24 701   |
| 1999 | 23 707   |
| 2007 | 24 289   |
| 2010 | 23 917   |

## Látnivalók

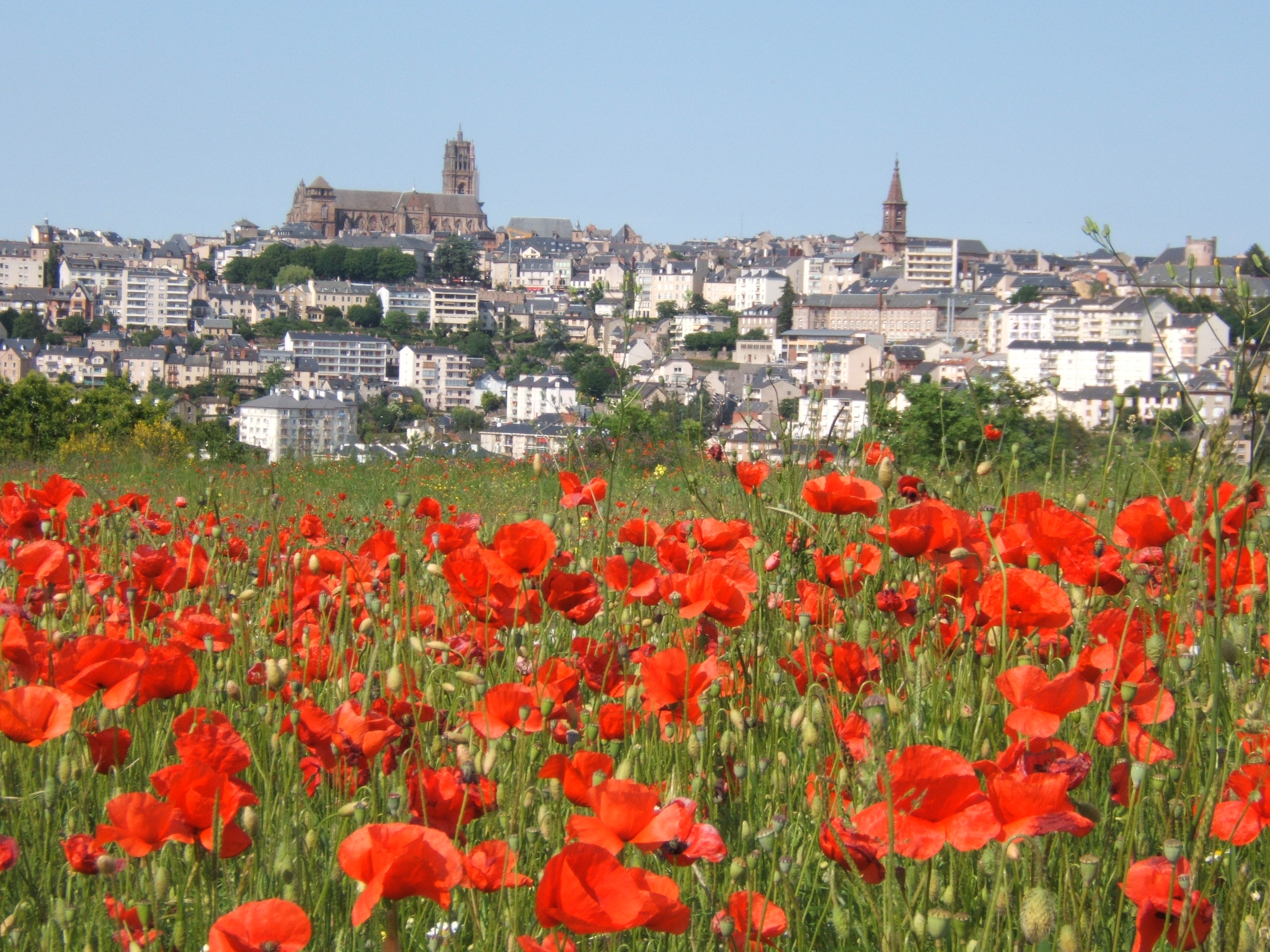
A város látképe

- Cathédrale Notre-Dame de Rodez - 1277.-ben megkezdett és 1535.-ben befejezett gót székesegyház, XVI. századbeli faragványokkal és oltárral, valamint XIV. századbeli Szűz Mária-szoborral és egy 77 méter magas, 1510. és 1526. között, Salvaing tervei szerint épített toronnyal.
- Igazságügyi palota - természetrajzi és képgyüjteménnyel.
- Hôtel d'Armagnac
- Paris Affre érsek, Monteil Alexis és Samson szobra.

## Testvérvárosok
- Németország - Bamberg
- Argentína - Pigüé

## Személyek akik Rodezhez kapcsolódnak
- Olivier Asmaker, biciklista és Laurent Jalabert csapattársa, Rodezben nőtt fel.